# Florian Straszewski
Straszewski Florian (ur. 2 września 1767 w Koczmerowie, zm. 2 marca 1847 w Krakowie) – polski społecznik, obywatel ziemski, współtwórca krakowskich Plant.

## Życiorys

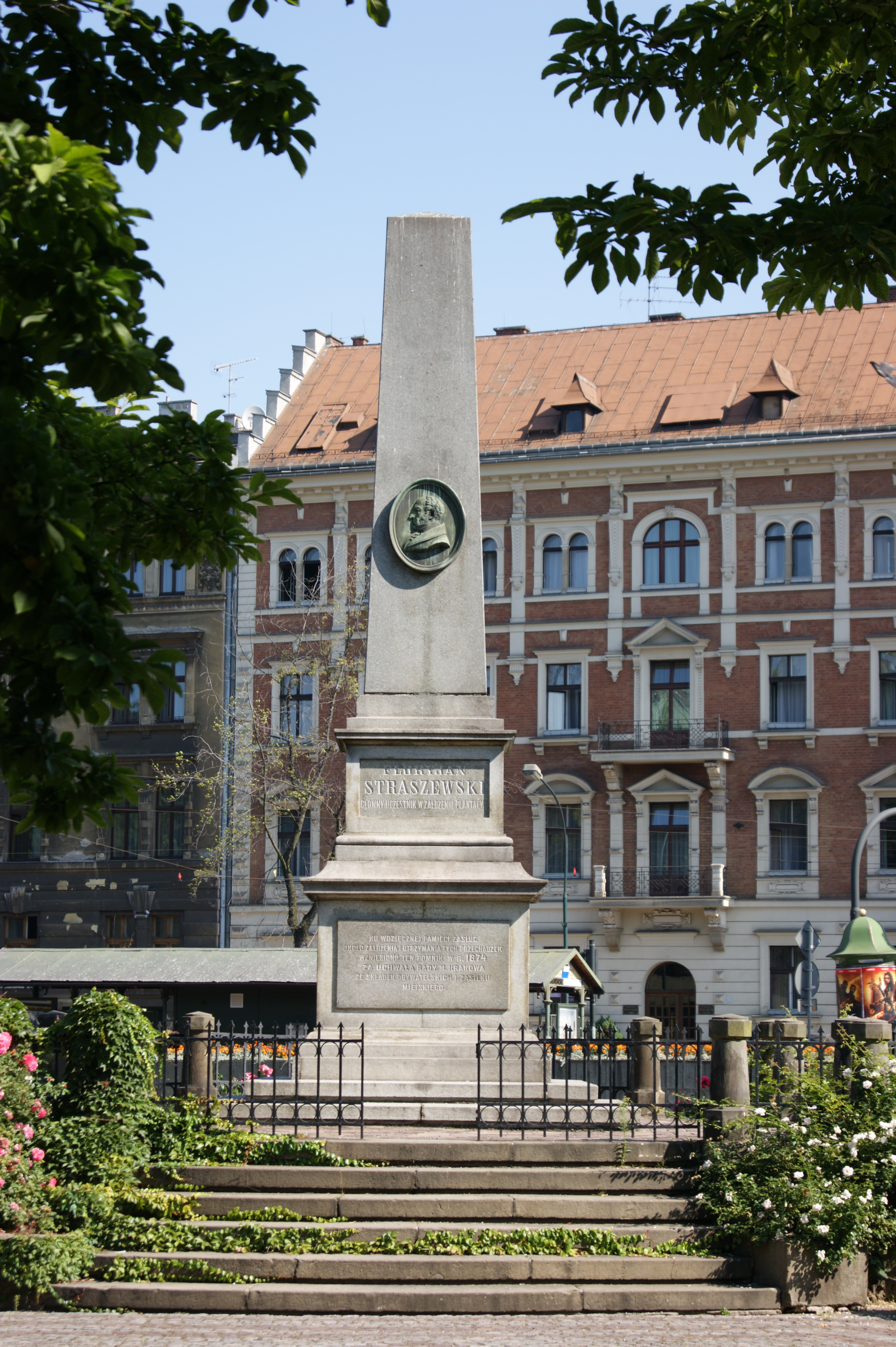
Pomnik Floriana Straszewskiego na Plantach

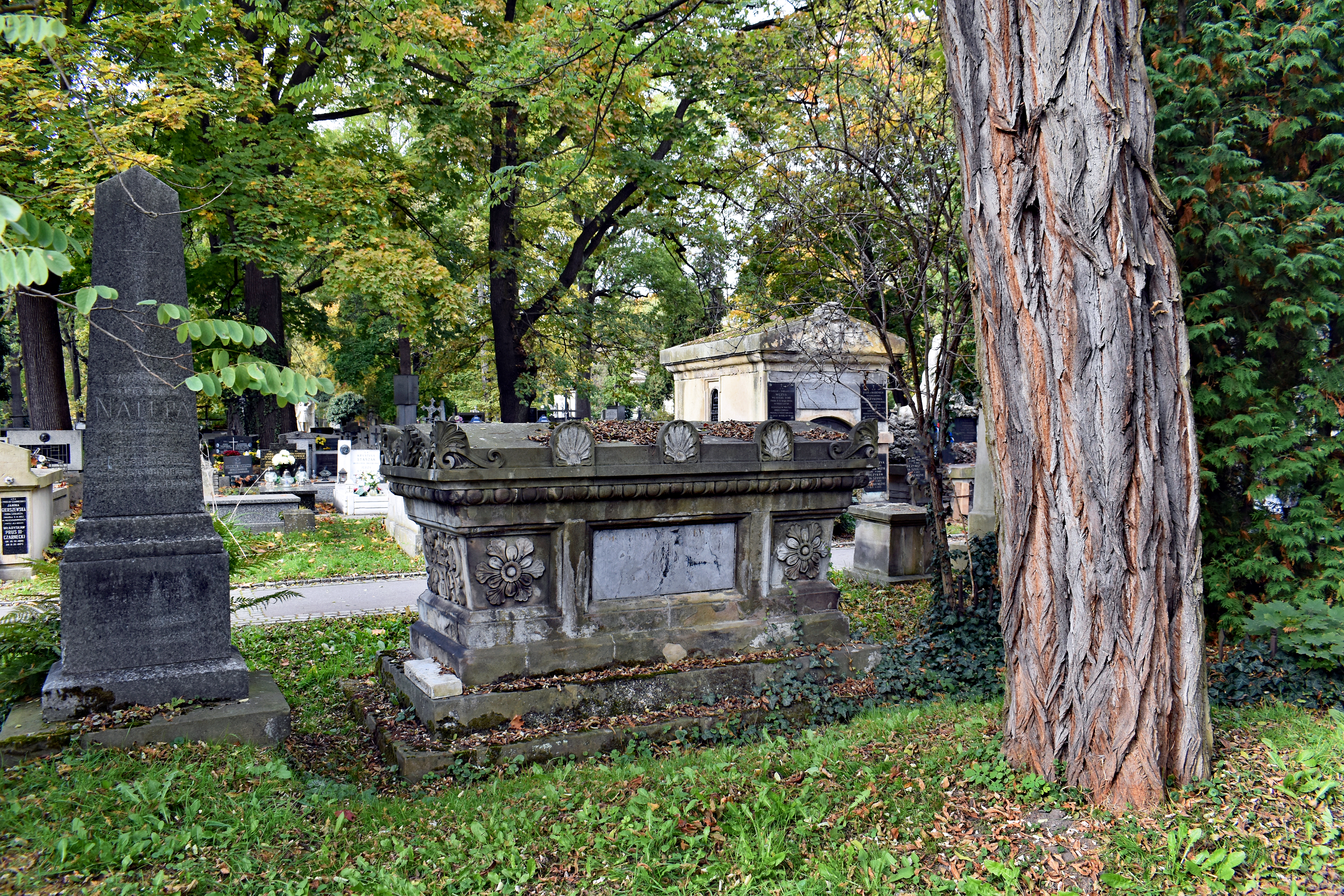
Grobowiec Floriana Straszewskiego na cmentarzu Rakowickim

Syn Antoniego (1726–1791) i Anny z Komeckich. Był właścicielem majątku Boguchwała. W 1807 przeniósł się na stałe do Krakowa. Mieszkał w domu własnym przy ul. Brackiej 9, członek Senatu krakowskiego, Komitetu do spraw Upiększania Miasta, współinicjator usypania kopca Kościuszki, członek Komisji Włościańskiej, przez pewien czas dzierżawca krakowskiej loterii liczbowej. Od 1822 roku (roku rozpoczęcia robót przy zakładaniu Plant) członek Komitetu Ekonomicznego, zajmujący się stroną finansową budowy Plant, osobiście kierował robotami, zbierał fundusze, często wypłacał robotnikom z własnej kieszeni.
Losowanie loterii przebiegało w sposób następujący: na fasadzie kamienicy Hetmańskiej przy Rynku Głównym, między 1 a 2 piętrem wisiał ogromny drewniany herb Krakowa. Tarcza herbowa u dołu miała 5 otworów. Co środę w południe, kamienicę oblegały tłumy wpatrzone w te otwory. Punktualnie o godz. 13 w dziurach tych umieszczano wyciągnięte z koła szczęścia wygrywające numery – pięć ze stu. Fortunę w ten sposób zdobytą przeznaczył Straszewski na cele społeczne.
W 1838 Florian Straszewski dostał medal za ofiarę i trudy w upiększaniu miasta.
Pochowany został na cmentarzu Rakowickim w Krakowie, w kwaterze 17
W 1874 wzniesiono mu, pierwszy na Plantach, pomnik-obelisk z medalionem portretowym według projektu Edwarda Stehlika, w pobliżu Dworca Głównego. Jego też imieniem nazwano ulicę wzdłuż Plant na odcinku między ul. Podwale a ul. Podzamcze.